# Silene oreina
Silene oreina är en nejlikväxtart som beskrevs av Boris Konstantinovich Schischkin. Silene oreina ingår i släktet glimmar, och familjen nejlikväxter. Inga underarter finns listade i Catalogue of Life.